# Progress in Particle and Nuclear Physics
Progress in Particle and Nuclear Physics is een internationaal, aan collegiale toetsing onderworpen wetenschappelijk tijdschrift op het gebied van de kernfysica.
Het wordt uitgegeven door Elsevier.